# Tavelsjö
Tavelsjö is een plaats in de gemeente Umeå in het landschap Västerbotten en de provincie Västerbottens län in Zweden. De plaats heeft 247 inwoners (2005) en een oppervlakte van 22 hectare. De plaats ligt aan het meer Tavelsjön.

## Verkeer en vervoer
Bij de plaats loopt de Länsväg 363.

## Geboren
- Jesper Blomqvist (1974), voetballer